# Konfinalität
In der Ordnungstheorie und Mengenlehre findet die Eigenschaft konfinal (auch: kofinal, engl. cofinal) Anwendung bei topologischen Teilnetzen, so auch bei den proendlichen Zahlen.
Der davon abgeleitete Begriff der Konfinalität (auch: Kofinalität, englisch cofinality) bezeichnet ein spezielles Attribut von halbgeordneten Teilmengen, nämlich eine Kardinalzahl.
Der Begriff wurde von Felix Hausdorff eingeführt.

## Definitionen
- Sei {\displaystyle \lambda } eine durch {\displaystyle \leq } partiell geordnete Menge und {\displaystyle X\subseteq \lambda }. Die Menge {\displaystyle X} heißt konfinal (kofinal) in {\displaystyle \lambda } oder auch konfinal in {\displaystyle (\lambda ,\leq )}, falls zu jedem {\displaystyle \mu \in \lambda } ein {\displaystyle \xi \in X} mit {\displaystyle \mu \leq \xi } existiert.

- Die Konfinalität von {\displaystyle \lambda } wird mit {\displaystyle \operatorname {cf} (\lambda )} bezeichnet und ist definiert als die kleinste Kardinalität einer konfinalen Teilmenge, d. h.

{\displaystyle \operatorname {cf} (\lambda )\;:=\min _{X\subseteq \lambda {\text{ konfinal}}}|X|}.
- Für eine Ordinalzahl {\displaystyle \lambda } und damit auch für eine jede Kardinalzahl {\displaystyle \lambda } hat man folgende Begriffsbildung:

Falls {\displaystyle \operatorname {cf} (\lambda )<\lambda }, so heißt {\displaystyle \lambda } singulär.
Falls {\displaystyle \operatorname {cf} (\lambda )=\lambda }, so heißt {\displaystyle \lambda } regulär.

### Begriffsbildung im Sinne von Hausdorff
In Hausdorffs Grundzüge der Mengenlehre findet man die eine allgemeinere Begriffsbildung zur Konfinalität, welche im Falle, dass eine linear geordnete Menge vorliegt, mit der obigen übereinstimmt. Dieser allgemeinere Begriff lässt sich folgendermaßen darstellen:
- Ist {\displaystyle (S,\preccurlyeq )} eine nichtleere teilweise geordnete Menge und {\displaystyle T\subseteq S} eine darin liegende nichtleere Teilmenge, so sagt man, {\displaystyle S} sei mit {\displaystyle T} konfinal, wenn kein Element {\displaystyle s\in S} existiert, welches echt größer ist als jedes Element {\displaystyle t\in T}.[3]

## Folgerungen
- Die Relation

{\displaystyle X\mathrel {\overset {\underset {\text{cof}}{}}{\subseteq }} \lambda \quad :\Longleftrightarrow \quad X\subseteq \lambda \;\;\wedge \;\;X} ist kofinal in {\displaystyle \lambda }
ist transitiv und reflexiv, also eine Quasiordnung.
Transitivität: Ist {\displaystyle X\mathrel {\overset {\underset {\text{cof}}{}}{\subseteq }} \lambda } und {\displaystyle Y\mathrel {\overset {\underset {\text{cof}}{}}{\subseteq }} X}, dann ist erstens {\displaystyle Y\subseteq X\subseteq \lambda }. Zweitens gibt es zu jedem {\displaystyle \xi \in X} ein {\displaystyle \eta \in Y} mit {\displaystyle \xi \leq \eta }. Ist nun {\displaystyle \mu \in \lambda }, dann gibt es ein {\displaystyle \xi \in X} mit {\displaystyle \mu \leq \xi }, also auch ein {\displaystyle \eta \in Y} mit {\displaystyle \mu \leq \xi \leq \eta }. Zusammengenommen folgt {\displaystyle Y\mathrel {\overset {\underset {\text{cof}}{}}{\subseteq }} \lambda }.
Die Reflexivität ist trivial.
- Die Konfinalität ist genau dann {\displaystyle 0}, wenn die partiell geordnete Menge leer ist.
- Die Konfinalität ist genau dann {\displaystyle 1}, wenn die Ordnung ein Maximum besitzt, etwa wenn es sich um eine Nachfolgerordinalzahl handelt.
- Für nicht-leere partiell geordnete Mengen ohne maximale Elemente ist die Konfinalität mindestens abzählbar, also {\displaystyle \aleph _{0}} (siehe Aleph-Funktion), und höchstens die Kardinalität der Menge selbst, denn jede partiell geordnete Menge liegt konfinal in sich selbst.
- Für totalgeordnetes {\displaystyle \lambda } gilt {\displaystyle \operatorname {cf} (\operatorname {cf} (\lambda ))=\operatorname {cf} (\lambda )}, das heißt, {\displaystyle \operatorname {cf} (\lambda )} ist regulär.
- Für eine Limeszahl {\displaystyle \lambda } (aufgefasst als Von-Neumann-Ordinalzahl) ist eine Teilmenge {\displaystyle X} genau dann konfinal, wenn ihre Vereinigung {\displaystyle \textstyle \bigcup X} gleich {\displaystyle \lambda } ist.
- Besitzt eine unendliche Menge {\displaystyle K} reguläre Kardinalität {\displaystyle \kappa }, so benötigt man mindestens {\displaystyle \kappa } viele Mengen mit Mächtigkeit kleiner als {\displaystyle \kappa }, um {\displaystyle K} als Vereinigung dieser Mengen darzustellen.
- Für eine Limeszahl {\displaystyle \lambda } ist eine Teilmenge genau dann konfinal, wenn sie als Netz, versehen mit der natürlichen Ordnung, in der Ordnungstopologie von {\displaystyle \lambda +1} gegen {\displaystyle \lambda } konvergiert.

## Beispiele
- Die Konfinalität von {\displaystyle \mathbb {R} } mit der natürlichen Ordnung ist {\displaystyle \aleph _{0}}, denn die natürlichen Zahlen bilden eine abzählbare konfinale Teilmenge.
- {\displaystyle \aleph _{0}} ist regulär.
- Schränkt man ein Netz unter Übernahme der Ordnung auf eine konfinale Teilmenge ein, erhält man ein Teilnetz (jedoch muss nicht jedes Teilnetz diese Gestalt besitzen).
- Die Kardinalzahl {\displaystyle \aleph _{\omega }} ist singulär. Es gilt {\displaystyle \operatorname {cf} (\aleph _{\omega })=\aleph _{0}}, denn {\displaystyle \{\aleph _{i}\mid i\in \mathbb {N} \}} ist eine konfinale Teilmenge.
- Ist {\displaystyle \alpha } eine Nachfolgerordinalzahl und gilt das Auswahlaxiom, so ist {\displaystyle \aleph _{\alpha }} stets regulär. Die Frage, ob es neben {\displaystyle \aleph _{0}} weitere und damit überabzählbare, reguläre Limeskardinalzahlen gibt, ist Kern der Große-Kardinalzahl-Axiome, d. h. der Axiome über die Existenz großer Kardinalzahlen.